# Kinas administrative regioner efter befolkningstæthed
Dette er en liste af Kinas administrative regioner sorteret efter befolkningstæthed ultimo 2004. Tallenet er givet i antal personer per kvadratkilometer.
Republikken Kina (der administrerer Taiwan med mere) er medtaget nederst til sammenligning.
1. Macao S.A.R. – 16.921
2. Hong Kong S.A.R. – 6.380
3. Shanghai Kommune – 2.747 (2006: 16.958/km² indenfor bygrænsen og indenfor kommunen 2.855/km²)
4. Beijing Kommune – 888
5. Tianjin Kommune – 859
6. Jiangsu – 724
7. Shandong – 586
8. Henan – 582
9. Guangdong – 467
10. Zhejiang – 463,7
11. Anhui – 463,5
12. Chongqing Kommune – 379
13. Hebei – 363
14. Hubei – 324
15. Hunan – 316
16. Fujian – 289,2
17. Liaoning – 289,0
18. Jiangxi – 257
19. Hainan – 241
20. Guizhou – 222
21. Shanxi – 213
22. Guangxi – 207
23. Shaanxi – 180,0
24. Sichuan – 179,9
25. Jilin – 145
26. Yunnan – 112
27. Ningxia – 89,1
28. Heilongjiang – 83,0
29. Gansu – 57,7
30. Indre Mongoliet – 20,2
31. Xinjiang – 11,8
32. Qinghai – 7,48
33. Tibet – 2,23

Til sammenligning:
- Republikken Kina – 626,98